# Kościół w Hogrän
Kościół w Hogrän – świątynia należąca do diecezji Visby Kościoła Szwecji. Znajduje się w zachodniej części Gotlandii.

## Architektura
Miejscowy kościół wznoszono etapami w okresie od XII do XIV wieku. Dzisiejsza budowla kościoła wciąż zawiera w sobie sporo elementów średniowiecznych. Wieża powstała w stylu romańskim, zaś nawa i prezbiterium są gotyckie. Wieża zatem jest najstarszą częścią kościoła, datowaną na około 1200 rok. Niegdyś przylegał do niej kamienny kościół wzniesiony w XII wieku. Jednak w XIV wieku zastąpiono go gotycką budowlą widoczną do dziś. W latach 1953-1954 kościół został odnowiony.

## Wnętrze

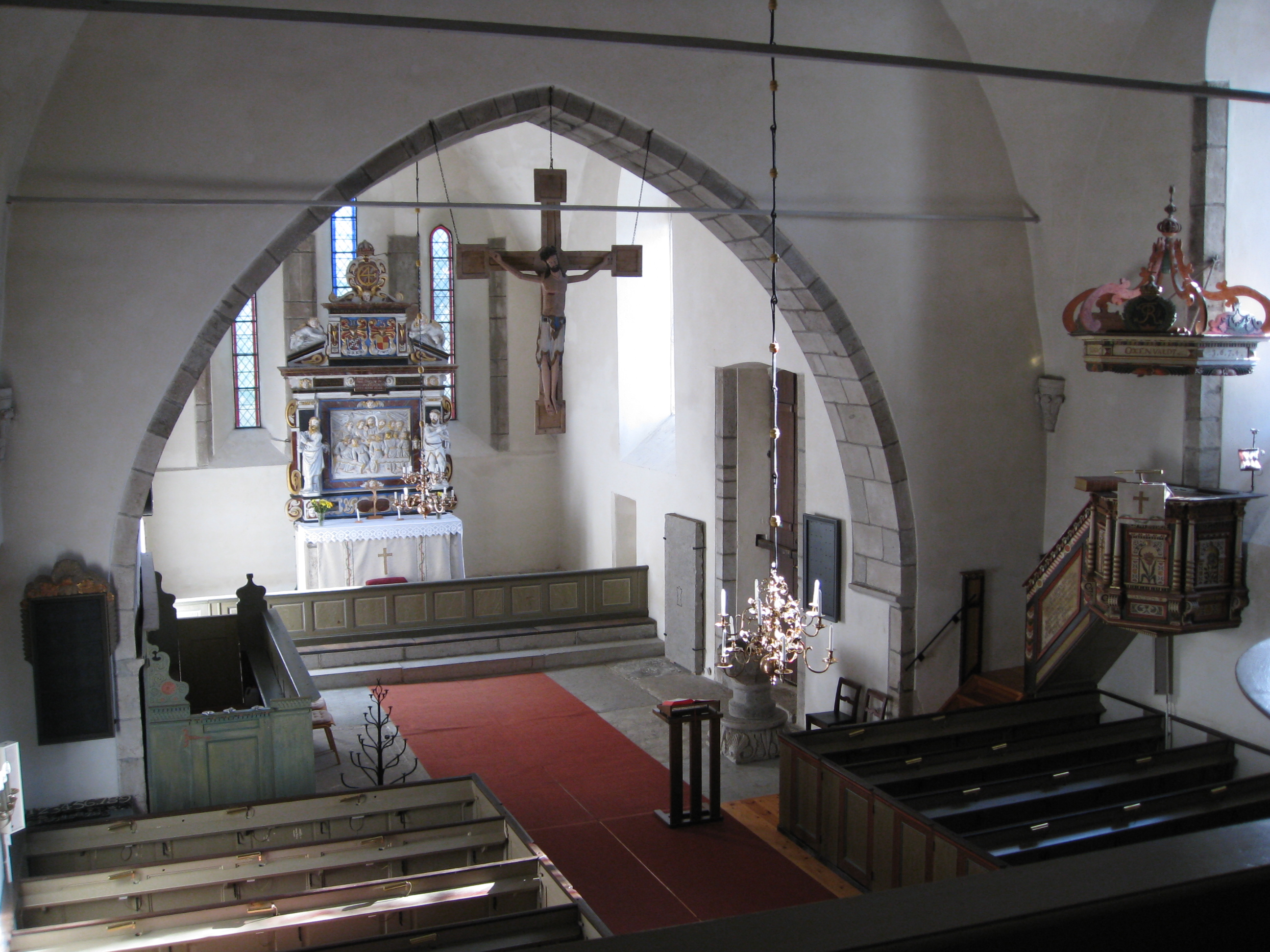
Wnętrze

Wnętrze świątyni jest dość szerokie jak na gotlandzkie warunki: ma 10 m. Zobaczyć w nim można m.in. jedną z najstarszych rzeźb na wyspie – krzyż triumfalny z XII wieku. Z początku XV wieku pochodzą misternie rzeźbione drzwiczki tabernakulum. Na czasy średniowiecza datuje się także drzwi do zakrystii. Chrzcielnica z końca XII wieku została wykonana prawdopodobnie przez Bizantiosa. Z późniejszych czasów pochodzą: ołtarz (1634), ambona (1637) i stalle w prezbiterium (XVII wiek, z wbudowanymi elementami średniowiecznymi).